# 미스미정 (구마모토현)
미스미정(일본어: 三角町)은 일본 구마모토현 우토반도 끝자락에 위치한 정으로 우토군에 속했다.

## 역사
- 1889년 4월 1일 - 정촌제 시행에 수반해 우토군 미스미우라촌, 하타촌, 오타오촌, 나카촌, 고노우라촌, 오타케촌이 성립하였다.
- 1889년 3월 30일 - 미스미우라촌, 하타촌, 오타오촌이 합병해 미스미촌이 성립하였다.
- 1899년 12월 25일 - 규슈철도 미스미역이 개업하였다.
- 1902년 9월 26일 -정으로 승격해 미스미정이 되었다.
- 1955년 2월 1일 - 미스미정, 고노우라촌, 오타케촌이 합병해, 새로운 미스미정이 성립하였다.
- 2005년 1월 15일 - 시라누히정·시모마시키군 마쓰하시정·오가와정·도요노정이 합병해 우키시가 성립하였다.

## 교통

### 철도
- 규슈 여객철도
  - 미스미 선

### 도로
- 국도 57호선
- 국도 266호선

## 참고 문헌
- 角川日本地名大辞典編纂委員会, 『角川日本地名大辞典 43 熊本県』1987, 角川書店